# Петар Јојић (политичар)
Петар Јојић (12. јул 1938) је српски политичар. Био је у више мандата у Народној скупштини Србије као члан крајње десничарске Српске радикалне странке и био је министар правде Савезне Републике Југославије од 1999. до 2000. године.

## Приватна каријера
Јојић је адвокат са седиштем у Панчеву у српској покрајини Војводини.

## Политичка каријера

### Југословенски посланик
Јојић је на изборима 1996. изабран за посланика у Већу грађана Скупштине Савезне Републике Југославије. Радикална странка је освојила шеснаест мандата и у почетку је била опозиција владајућем савезу на челу са Социјалистичком партијом Србије и њеним црногорским савезницима.

### Југословенски министар
Радикална странка је ушла у владу Југославије у августу 1999. године, убрзо након што је НАТО бомбардовао Југославију током рата на Косову. Шест чланова Радикалне странке постали су министри у влади Момира Булатовића 12. августа 1999. године, укључујући Јојића у ресору правосуђа.

#### Косово и Метохија
Јојић је крајем августа 1999. оптужио међународне војне и цивилне мисије које делују на Косову и Метохији (Косовске снаге (КФОР) и Мисија привремене управе Уједињених нација на Косову (УНМИК)) да не поштују услове Резолуције Савета безбедности УН 1244 о отцепљеној провинцији. Он је тврдио да су југословенске власти оправдано инсистирале на присуству југословенске војске и српске полиције на главним граничним прелазима, наводећи да је преко сто хиљада герилских бораца прешло границу из Албаније на Косово. Он је такође оптужио Сједињене Америчке Државе, Уједињено Краљевство и Немачку да су саучесници у актима насиља усмереним против становништва Срба на Косову и Метохији.
Јојић је касније указао на снажно противљење Југославије стварању Косовског заштитног корпуса као званично санкционисане групе наследнице Ослободилачке војске Косова. Једном приликом је рекао да лидер УНМИК-а Бернар Кушнер "не поштује ниједан закон, ни међународно право ни локални закон... и да је формирао армију албанских терориста".
Говорећи о НАТО бомбардовању Југославије, Јојић је напоменуо да су његове најважније последице оне које се односе на слом међународног права и нарушавање правног статуса Југославије као суверене државе и чланице Уједињених нација.

#### Изручења оптужених ратних злочинаца
Јојић се 30. августа 1999. године састао са представницима Удружења за кривично право и криминологију Југославије; група је закључила да устав земље и закон о кривичном поступку не дозвољавају изручење југословенских цивила било којој спољној земљи или организацији. Јојић је касније рекао да „лично никада неће дозволити да било који грађанин у Југославији буде испоручен такозваном суду за неправду у Хагу“, мислећи на Хашки трибунал. У априлу 2000. године позвао је Савет безбедности Уједињених нација да пусти бившег лидера Срба у Босни и Херцеговини Момчила Крајишника из хашког притвора, рекавши да је ухапшен „на терористички начин“.
Јојић је 24. маја 2000. објавио отворено писмо на двадесет пет страница Међународном трибуналу у којем, између осталог, суд описује као „не међународну правну институцију већ као злочиначку организацију коју чине плаћеници, шпијуни, олоши, америчке и НАТО слуге“, и оптужио је главног тужиоца Карлу дел Понте да „води тамницу коју сте, као најгора курва, распродали Американцима и у коју силом, киднаповањем и убиствима доводите невине Србе“. Овај документ је био нашироко објављен у међународној штампи и од тада је стекао статус озлоглашеног због свог изразито недипломатског језика.

#### Југословенско право и сродна питања
Неколико дана након именовања за министра правде, Јојић је упозорио лидере планираног митинга опозиције у Београду да ће држава одговорити "свим расположивим средствима" ако демонстранти почине било какво насиље. И док је опозиционим лидерима (од којих је неке описао као „западњачке марионете”) саветовао да имају законско право да одрже митинг, он је додао да ће државне институције бити обавезне да предузму „благовремене и ефикасне” мере уколико „и најмањи инцидент, или покушај подстицања насиља”. Ово је нашироко тумачено као покушај застрашивања, али у случају да је митинг опозиције одржан без инцидената 19. августа 1999. године.
Јојић је у јуну 2000. донео решење којим одбија да региструје београдски огранак опозиционе групе Отпор! Написао је да „подносиоци већ неко време делују незаконито и кршећи наше прописе, на пример организовањем јавних скупова и подстицањем грађана на побуну како би се срушио уставни систем“.
Јојић је у септембру 1999. године рекао да ће нови кривични закон Југославије (који је, између осталог, укинуо смртну казну и заменио је доживотном), важити у целој земљи – укључујући и Црну Гору, где су неки довели у питање његову примену. Касније је рекао да би амнестија Владе Црне Горе 14.000 грађана Црне Горе који су одбили да се прикључе југословенској војсци током НАТО бомбардовања угрозила правни систем Југославије.
Јојић је помогао у доношењу закона о изборној реформи у јулу 2000. који је, уз друге измене, омогућио југословенском председнику Слободану Милошевићу да тражи поновне изборе. Он је у истом периоду покушао да изнесе антитерористички закон који су критичари описали као озбиљно ограничавање грађанских слобода југословенских грађана, али је повукао предлог закона након што му се успротивио лидер Радикалне странке Војислав Шешељ.
Јојићу је мандат министра правде престао 4. новембра 2000. године, убрзо након пада Милошевићеве владе и избора Војислава Коштунице за председника Југославије. Пре него што је напустио функцију, Јојић је одбио Коштуничино наређење да започне саслушања о помиловању Флоре Бровине, косовске Албанке која је осуђена за помагање сепаратистима на Косову и Метохији и коју су многи сматрали политичким затвореником. (Бровина је пуштена из затвора неколико дана касније када је Коштуница издао директно помиловање.) По одласку са функције, Јојић је протестовао због отварања београдске канцеларије Међународног суда, рекавши да ће она постати „центар за хапшење народних хероја као што су Радован Караџић и Ратко Младић“.

### Посланик у Народној скупштини Србије
Јојић је тражио поновне изборе у Већу грађана на изборима 2000, али је поражен када Радикална странка није успела да освоји ниједан мандат. Потом је добио десето место на изборној листи Радикалне странке на парламентарним изборима 2000 и придружио се делегацији странке у Народној скупштини након што је освојила двадесет три мандата. (Од 2000. до 2011. посланички мандати у Србији су се додељивали странкама или коалицијама спонзорима, а не појединачним кандидатима, а уобичајена је била пракса да се мандати додељују по бројчаном редоследу. Иако Јојић није аутоматски добио мандат на основу своје функције на листи, свеједно је уврштен у скупштинску делегацију странке.) Почетком 2001. представљао је Радикалну странку у разговорима са председником Србије Миланом Милутиновићем пре именовања нове владе. Зоран Ђинђић из Демократске странке на крају је именован за премијера, а радикали су били у опозицији.
Јојић је поново уврштен у посланичке делегације Радикалне странке након избора 2003, 2007 и 2008. Пред изборе 2008. заменик лидера радикала Томислав Николић је приметио да се Јојић истакао као министар правде и да би могао да буде укључен у кабинет Радикалне странке ако странка формира владу. На крају, међутим, странка је остала у опозицији током овог периода.
Радикална странка се поделила после избора 2008. године, при чему су се многе водеће партијске личности сврстале у редове Српске напредне странке под вођством Николића и Александра Вучића. Јојић је остао уз радикале.
Изборни систем Србије реформисан је 2011. године, тако да су посланички мандати додељени по бројном редоследу кандидатима на успешним листама. Јојић је на изборима 2012. освојио осмо место на листи Радикалне странке; странка није успела да пређе изборни цензус да би освојила заступљеност у скупштини. Он није био кандидат 2014, али је враћен у парламент на изборима 2016. након што је освојио деветнаесту позицију на Радикалној листи, која је освојила двадесет и два мандата. Јојић поново као опозициони посланик у Скупштини, тренутно је члан скупштинског одбора за европске интеграције и заменик члана одбора за уставна и законодавна питања и одбора за правосуђе, државну управу и локалну самоуправу.

### Општинска и покрајинска политика
Јојић је 2008. године изабран у Скупштину општине Панчево на челу локалне листе Радикалне странке и наредне четири године био је опозиција градској коалиционој власти. Он је тражио понављање избора 2012, поново на челу листе, иако овом приликом странка није прешла изборни цензус. Тражио је и избор у Скупштину Војводине за једночлане изборне јединице у Панчеву 2004. и 2012, али је оба пута поражен.

## Налог за хапшење
У јануару 2015. године, Јојић и још двојица чланова Радикалне странке (Јово Остојић и Вјерица Радета) оптужени су за непоштовање суда од стране Међународног кривичног суда за бившу Југославију јер су наводно „претили, застрашивали, нудили мито или на други начин ометали “ сведоке на суђењу лидеру странке Војиславу Шешељу. Јојић је посебно оптужен да је диктирао изјаву за сведока тужилаштва која је била неистинита „утолико што је садржавала лажне наводе на рачун тужилаштва и лажно представљала улогу и одговорности Шешеља током ратова у Југославији”.
Тројица оптужених одбили су да оду у Хаг како би се суочили са оптужбама, а српски суд је накнадно пресудио да земља није у обавези да их изручи; у пресуди је назначено да српски закон захтева само изручење лица оптужених за тешка кривична дела као што су ратни злочини, а не оних оптужених за непоштовање суда или друге релативно лаке злочине. Трибунал је наставио да захтева да оптужени буду изручени, уз образложење да се постојећи закон Србије не може користити као изговор за непоштовање и позивајући земљу да промени своје законодавство како би се ускладила са налозима за хапшење. Министар спољних послова Ивица Дачић одговорио је у августу 2016. да је српски закон о екстрадицијама усвојио српски парламент у сарадњи са међународним агенцијама, да тада није било примедби и да Трибунал нема овлашћења да предлаже измене.
У марту 2017. Интерпол је издао црвена обавештења високог приоритета за хапшење Јојића и двојице његових колега. Расим Љајић, потпредседник Владе Србије, одговорио је да „Постоји одлука српског суда да они неће бити предати. За то нема законског основа и морамо да поштујемо закључке независних правосудних органа". Ствар је и даље нерешена, а Јојић и даље обавља функцију посланика у Скупштини Србије, као и Радета. Јово Остојић преминуо је природном смрћу у јуну 2017. године, а да није ухапшен или изручен.
Завршетком Међународног кривичног суда за бившу Југославију у децембру 2017. године, Јојићев случај је уступљен Међународном резидуалном механизму за кривичне судове. Потоњи ентитет је у марту 2018. године назначио да је Министарство правде Републике Србије изразило спремност да се Јојићу суди у Србији и да се то питање разматра.

## Изборни рекорд
| Синиша Којић              | Демократска странка                         | 1,631 | 18.02 |  | 3,259 | 50.96 |
| Петар Јојић               | Српска радикална странка                    | 2,783 | 30.75 |  | 3,136 | 49.04 |
| Слободан Опанак-Опачић    | Моје Панчево                                | 947   | 10.47 |  |       |       |
| Максим Симић              | Демократска странка Србије                  | 834   | 9.22  |  |       |       |
| Сретен Рајковић           | Социјалистичка партија Србије               | 697   | 7.70  |  |       |       |
| Небојша Кесић             | Панчевачка општинска странка                | 639   | 7.06  |  |       |       |
| Соња Радивојев            | Коалиција: Заједно за Војводину–Ненад Чанак | 587   | 6.49  |  |       |       |
| Бранко Крсмановић         | Г17 плус                                    | 472   | 5.22  |  |       |       |
| Чедомир Небригић          | Војвођанска коалиција                       | 459   | 5.07  |  |       |       |
| Укупно валидних гласова   |                                             | 9,049 | 100   |  | 6,395 | 100   |
| Укупно инвалидних гласова |                                             | 530   |       |  | 203   |       |
| Укупно гласова            |                                             | 9,579 | 27.10 |  | 6,598 | 18.67 |